# Selenopalpus rectipes
Selenopalpus rectipes is een keversoort uit de familie schijnboktorren (Oedemeridae). De wetenschappelijke naam van de soort is voor het eerst geldig gepubliceerd in 1909 door Broun.